# Ден Флорек
Ден Флорек (1. мај 1950) је амерички телевизијски и филмски глумац.
Флорек је најпознатији по улози капетана Доналда Крејгена у серијама Ред и закон и Ред и закон: Одељење за специјалне жртве.